# 1,2-Dihydronaphthalin
1,2-Dihydronaphthalin ist eine chemische Verbindung aus der Gruppe der bicyclisches Verbindungen. Es ist ein Cyclohexa-1,3-dien, bei dem eine Doppelbindung durch einen Benzolring ersetzt wurde.

## Gewinnung und Darstellung
1,2-Dihydronaphthalin kann durch Reaktion von 1,2-Dibromtetralin mit Magnesium in Diethylether gewonnen werden.
Die Verbindung kann auch aus dem instabilen Isomer 1,4-Dihydronaphthalin gewonnen werden, da dieses mit einer Lösung von Natriumethoxid in Ethanol zu 1,2-Dihydronaphthalin isomerisieren kann.
Daneben sind noch weitere Syntheseverfahren bekannt.

## Eigenschaften
1,2-Dihydronaphthalin ist eine farblose bis gelbliche Flüssigkeit. Die Verbindung zersetzt sich unter Stickstoff bei Temperaturen ab etwa 300 °C.
Auch unter UV-Licht zersetzt sich die Verbindung.

## Verwendung
1,2-Dihydronaphthalin wird als Zwischenprodukt zur Herstellung anderer chemischer Verbindungen verwendet.

## Externe Links zu erwähnten Verbindungen
1. ↑  Externe Identifikatoren von bzw. Datenbank-Links zu 1,2-Dibromtetralin:  CAS-Nr.: 2018-87-3, EG-Nr.: 653-296-4, ECHA-InfoCard: 100.180.516, PubChem: 246592, ChemSpider: 4315376, Wikidata: Q82026437.